# 災害救助犬

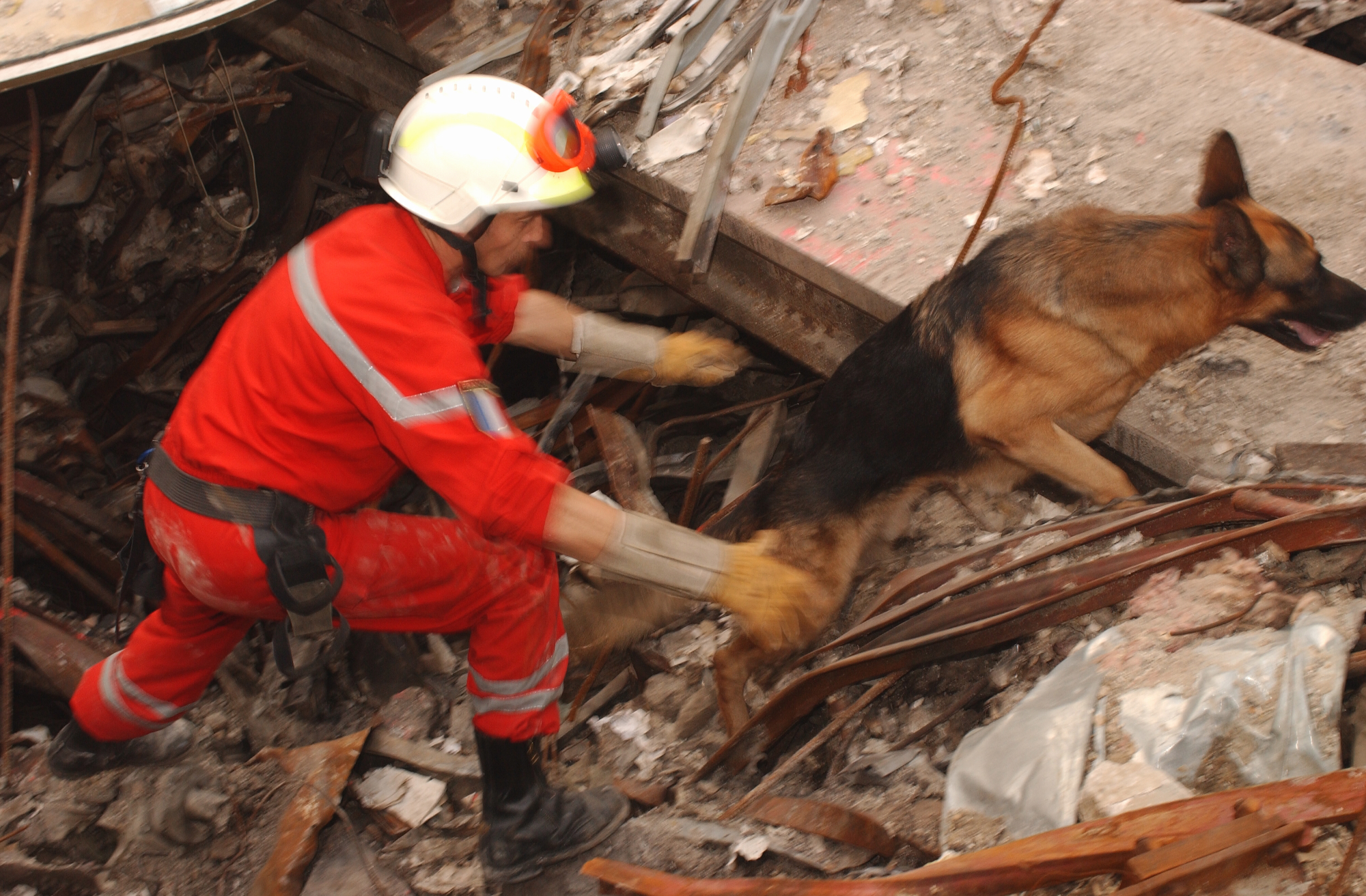
生存者の捜索を行う災害救助犬

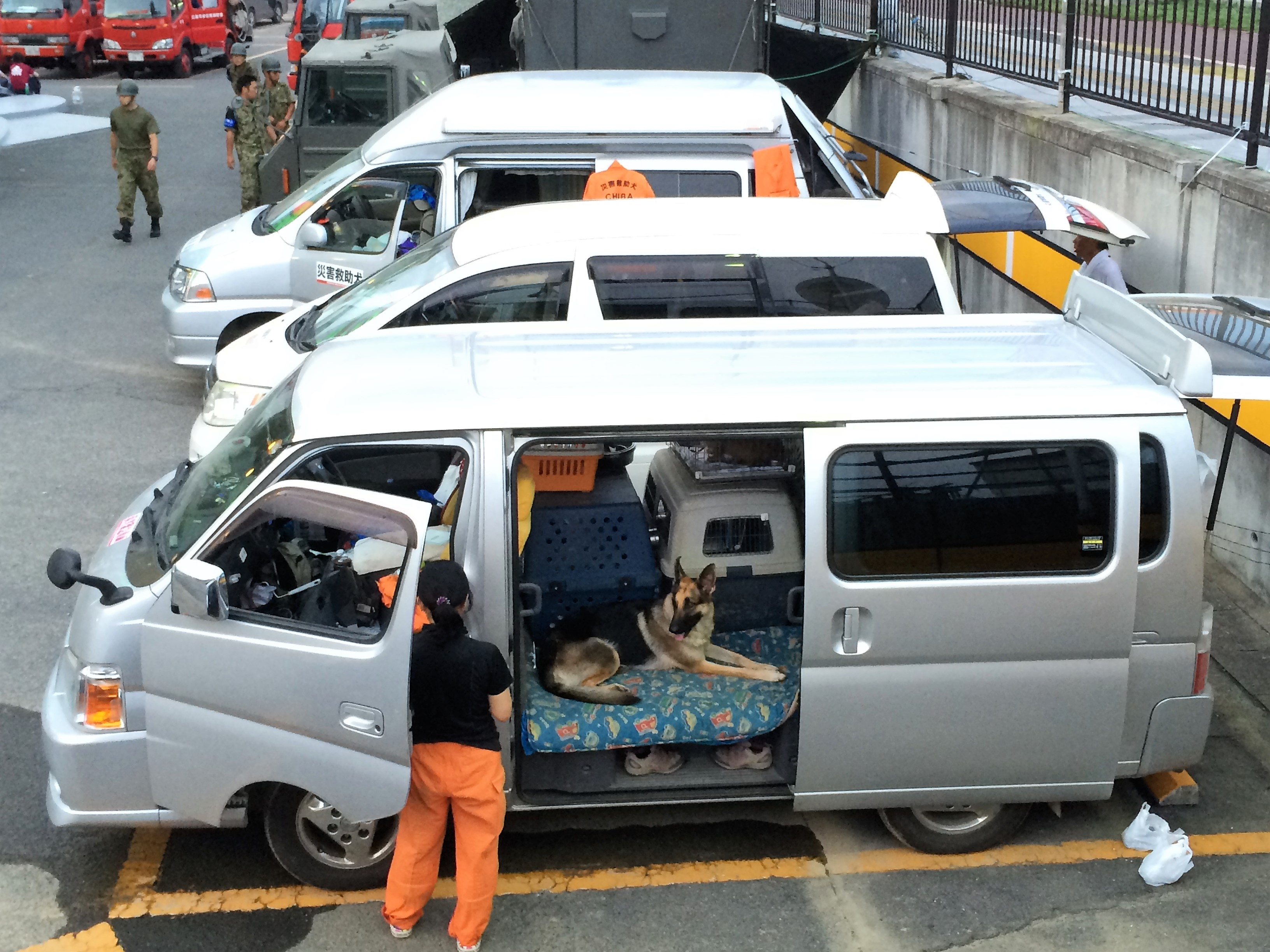
災害現場で待機中の災害救助犬車両とスタッフと災害救助犬

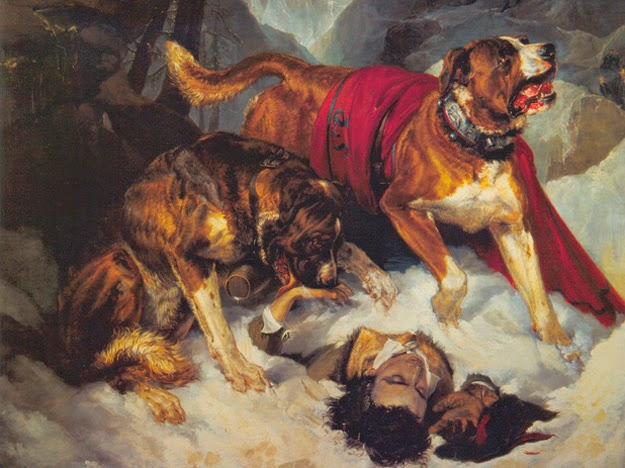
救助犬を描いたエドウィン・ランドシーア作『 Alpine Mastiffs Reanimating a Distressed Traveler 』（1820年）。
アルパイン・マスティフの首にブランデーが入った樽が巻かれているが、遭難者の皮膚の血管が拡張され放熱が促され、低体温症になって凍死するので、決して救助犬が付けることは無かった。
この樽を持った犬の誤解は、エドウィン・ランドシーアの絵から始まった。

災害救助犬（さいがいきゅうじょけん、英語：Search and rescue dog）とは、地震や土砂崩れ等の災害で、倒壊家屋や土砂等に埋もれ、助けを必要とする人を、主にその嗅覚によって迅速に発見し、その救助を助けるように訓練された犬。

## 概要
ヨーロッパでは古くから牧羊犬を使っていたという歴史があり、早くから災害救助犬の育成を行っている。スイスは山岳救助に犬を使っていた事から災害救助犬の始まった国であるとも言われており陸軍が育成を担当している。40名以上の遭難者を救出したセントバーナード犬のバリー号が有名である。
犬種はジャーマン・シェパードやラブラドール・レトリバーなどが多いが、犬種は限定されず、どのような犬でも災害救助犬になれる。一般には中型犬以上が望ましいとされる。小型犬は、大型犬では入り込めないような隙間に入り込んで捜索することが可能である。
災害救助犬は、鼻の使い方が警察犬とは異なる。
- 警察犬が鼻を下向きに使うのに対して、災害救助犬は空気中の浮遊臭をかぐので、必然的に鼻を上方向に向けて使う。
- 警察犬は特定の人（容疑者）の原臭が必要だが、災害救助犬は生存、非生存にかかわらず不特定の行方不明者を捜索対象とする。生存者を捜索する場合は、呼気を中心とした「人間に共通の臭気」を追い求め、その結果、特定の状況下（障害物に阻まれて見えない、倒れている、うずくまっているなど）にある人間を感知すると、訓練されたアラート行動（吠えるなど）を示す。

災害救助犬は、その名のとおり災害における被災者、山林などでの行方不明者を捜索することを想定して訓練されているが、事件直後に周辺に隠れている犯人ならば原臭がなくとも突き止めることは可能である。
非生存者を捜索する場合は、体液を中心とした腐敗臭に反応すると考えられている。ただし、現在のところ、生存者、非生存者のどちらの捜索における嗅覚反応も、科学的な分析は十分とは言えない。
1頭の連続した捜索可能時間は、20〜30分程度である。実際には2、3頭の災害救助犬が交互に捜索と休憩をして、数時間の捜索ができる。
日本では、救助犬に心電計測機能などを持たせたスーツを着せて遠方から犬の状態をモニターし、ハンドラーが休憩のタイミングなどを判断できる「サイバー救助犬」技術が共同開発されている。

## 組織
日本では、公的機関に所属する災害救助犬はほとんどおらず、災害救助の第一線機関である消防組織に災害救助犬は存在しないことから、NPO法人の災害救助犬団体が活動の中心となっている。

### NPO法人
1990年より社団法人ジャパンケネルクラブが事業計画を開始し、NPO法人全国災害救助犬協会が、1991年救助犬育成を目的とする日本初の「救助犬協会」となった。日本には現在、災害救助犬組織、グループが41団体存在する、2007年9月、全国災害救助犬協会で中心的な会員が新たに設立した「NPO法人災害救助犬ネットワーク」は2009年度には全国組織として23都府県、会員100名、災害救助犬の認定は50頭を超えている。
また、ほとんどが都道府県レベルで独自に活動している協会が多く、最近は都道府県の警察嘱託犬に捜索救助、災害救助という部門で災害救助犬を活用する都道府県警察も増えてきており、行方不明者の捜索に出動することも多い。2021年7月の静岡県熱海市で発生した土石流災害では、東京消防庁をはじめ各県の消防や自衛隊が災害救助犬団体に派遣を要請している。
ただし各団体の救助犬に関する理解や認定基準には大きなバラつきがあり、犬に関する事象全体が欧米に比べ未だに後進的であるという日本の現状から、「現場で活動できるレベルに達していない犬まで認定されているケースが少なくない」という関係者も多い。災害現場で迅速かつ確実に対応するためにも、国際救助犬連盟 (IRO) やFCI（世界畜犬連盟）といった国際標準と同等レベルの国内統一基準の策定を求める声があがっており、すでに一部では話し合いや、研究会（日本特殊災害救助医療研究会など）が始まっている。
しかし、IPO,FCIは競技志向が強く、決められたエリア、規定に従って訓練、審査されており、初めての現場、必ず要救助者がいるとは限らない環境での作業はしておらず、実働視点から見れば疑問があり、競技志向のスポーツドッグと人命救助のための救助犬は区別する必要がある。
1995年の阪神・淡路大震災に際しては、国外からも災害救助犬を受け入れたが、入国手続きの不備でスイス隊の現地到着が遅れたということがあった。これは受入体制が整わなかったことによる問題であったが、検疫にも問題があったとの批判もあり 、2011年の東日本大震災では弾力的な検疫措置を行なったが連絡、通訳、移動、宿舎、物資など解決が待たれる課題が残る。

### 警察
警視庁では昭和55年8月に警備警察活動を目的に、警視庁警備部警備第二課に担当者5名と警備犬4頭を配置し全国で初めて運用を開始し、災害救助犬としても国内で発生した大規模自然災害に派遣されている。平成14年には国際緊急援助隊構成員（救助犬）として登録され、2017年9月のメキシコ中部地震では、国際緊急援助隊救助チームとしての海外派遣もしている。

### 自衛隊
航空自衛隊は基地などの警備を行う「警備犬」を約150頭、全国の各基地で運用している。海上自衛隊も同様に警備犬を全国の基地などで数十頭運用している。この中で「人のにおい」を検知する訓練を積み、自衛隊が定める検定試験に合格した犬が「地域捜索犬」として登録され、この中からさらに、国際救助犬連盟（IRO）が定める基準を満たした約数十頭のみが災害救助犬として活動している。
海上自衛隊は、東日本大震災（2011年）に初めて災害救助犬を派遣。航空自衛隊は、2018年に発生した西日本豪雨で初めて被災現場に派遣。集中豪雨により甚大な被害が出た中、救助犬が行方不明者4人の発見に貢献した。また同年の北海道胆振東部地震では8人、2019年10月の台風19号災害の際は2人の発見に貢献した。自衛隊全体としては、西日本豪雨及び北海道胆振東部地震、、熱海土砂災害（2021年）、令和6年能登半島地震などに派遣されている。
熱海土砂災害の災害派遣については防衛相から褒賞状が授与されており、空自ではアイオス号、ロック号、ベルディ号、ししまる号、クロード号とティガ号が、海自では那智号、さくら号とトド丸号が受賞した。

## 国際試験、競技大会
IRO加盟の犬の教育社会化推進機構 (OPDES) や救助犬訓練士協会 (RDTA) によって、IRO基準による国内試験が行われている。IRO世界大会では、地震のような家屋倒壊現場の他、山林（山岳救助）、海や湖などの水辺（水難救助）というように環境ごとに部門が設置されている。
「大会」という名称から競技会と捉えられることもあるが、瓦礫捜索において世界最高レベルと言われるスイス陸軍の救助犬チームが参加していることからも、現場での活動をその究極の目的とした各国の実働チーム同士の、訓練レベルの向上を目指した技術交流の場であるという側面の強いことが窺える。